# Kapıkulu

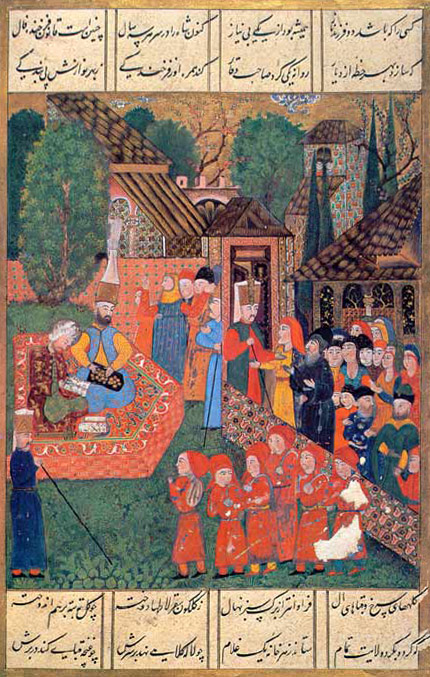
"Tassa di sangue", miniatura ottomana di Matrakci Nasuh) dal Süleymanname (1558).

Il ciambellano del Sultano Murad IV con Giannizzeri di scorta.

Kapıkulu (lingua turca ottomana قپوقولو اوجاغی, Kapıkulu Ocağı, lett. "Schiavi della Porta", in lingua turca) era il nome collettivo degli schiavi di proprietà personale del sultano ottomano utilizzati sia come forza primaria dell'esercito al suo diretto comando (i Giannizzeri e le c.d. "Sei divisioni di cavalleria") sia come personale di corte (gli icoglani). Le forze militari Kapıkulu erano soldati professionisti, regolarmente stipendiati del sultano, ben equipaggiati e costantemente addestrati. Lo stipendio dei Kapıkulu, sia militari sia burocrati/cortigiani, noto come uluefe, era versato trimestralmente dalle casse della tesoreria imperiale.
La primaria fonte di arruolamento per il Kapıkulu fu il sistema del devscirme, la "raccolta di bambini" presso le popolazioni cristiane sottomesse. Al Kapıkulu venivano solitamente assegnati gli schiavi provenienti dalle regioni cristiane dei Balcani, i quali venivano inviati in Anatolia e sottoposti alla guida di un Bey, autorità che esercitava il proprio potere su una provincia dell'Impero ottomano, presso il quale venivano impartiti gli insegnamenti del Corano e convertiti alla fede islamica. Alla base del Kapıkulu vi era inoltre il pençik, ovvero il diritto del sultano a ottenere il quinto dei prigionieri di guerra. Ormai islamizzati, gli appartenenti a tale corpo potevano mirare alle più alte cariche dell'Impero ottomano, come spessissimo si verificò.
Il Kapıkulu venne formalmente abolito con la Tanzimat nel XIX secolo.